# Dolichopeza (Nesopeza) leucocnemis
Dolichopeza (Nesopeza) leucocnemis is een tweevleugelige uit de familie langpootmuggen (Tipulidae). De soort komt voor in het Palearctisch gebied.